# ميرور بول — لايف آند مور
ميرور بول — لايف آند مور (بالإنجليزية: Mirror Ball — Live & More)‏ هو ألبوم مباشر مزدوج لفرقة الهارد روك البريطانية ديف ليبارد والذي أُصدر في 7 يونيو 2011. يحتوي الألبوم، بالإضافة للتسجيلات المباشرة، على ثلاث أغاني استوديو جديدة ودي في دي يحتوي على تسجيلات من كل من الحفلات الموسيقية وماوراء الكواليس.
أُعلن الألبوم في 22 فبراير 2011، ولكن قبل قرابة شهر، في 26 يناير 2011، قال فيل كولين في مقابلة مع دبليو سي إن إكس أن الفرقة انتهت من كتابة الأغاني الجديدة وبدأت تسجيلها، وقال بأن الألبوم مخطط له أن يُصدَر في مايو 2011. أُعلنت تواريخ الإنتاج والعمل الفني للألبوم في 13 أبريل 2011 مع إقرار إصدار الألبوم في 3 يونيو 2011 في النمسا، وألمانيا وسويسرا، وفي 6 يونيو في بقية أنحاء أوروبا، وفي 7 يونيو في أمريكا الشمالية. يباع الألبوم بشكل حصري في وول مارت سامز كلاب في الولايات المتحدة.
يحتوي الألبوم على ثلاث أغاني استوديو جديدة بالإضافة لتسجيلات مباشرة، مأخوذة من حفلات عامي 2008 و2009. تتضمن الأغاني الجديدة «أنديفيتد» من كتابة جو إليوت، والتي وصفها بأنها «نشيد روك كبير وملحمي... مثل 'وي ويل روك يو' بغيتارات»، وكذلك «إتس أول أباوت بيليفن»، من كتابة فيل كولين و«كينغز أوف ذا وورلد» لريك سافج التي وصفها جو إليوت بأنها «صوتياً مشابهة كثيراً لكوين»، أُعلنت قائمة الأغاني الكاملة في 7 أبريل 2011.
في أسبوع مبيعاته الأول، بيع ما يقارب 20,000 نسخة من الألبوم في الولايات المتحدة، وحصل بذلك على المرتبة 16 على لائحة بيلبورد 200.
أعطى أول ميوزك ميرور بول — لايف آند مور تقييماً بقدر 3.5 نجمات من 5، منوهاً على تغير صوت جو إليوت، «من صرير معدني إلى دندنة خشنة»، وقال بأن الألبوم كان «أفضل بكثير مما كان يتوقعه المعجبون».

## قائمة الأغاني

### القرص الأول
| #   | عنوان                     | تأليف                                    | المدة |
| --- | ------------------------- | ---------------------------------------- | ----- |
| 1.  | "روك! روك! (تيل يو دروب)" | ستيف كلارك، ريك سافج، مات لانج، جو إليوت | 3:55  |
| 2.  | "روكيت"                   | إليوت، فيل كولين، كلارك، سافج، لانج      | 4:29  |
| 3.  | "أنيمال"                  | إليوت، كولين، كلارك، سافج، لانج          | 4:02  |
| 4.  | "ك'مون ك'مون"             | سافج                                     | 4:00  |
| 5.  | "ميك لاف لايك أ مان"      | إليوت، كولين، كلارك، لانج                | 5:56  |
| 6.  | "تو ليت فور لاف"          | إليوت، بيت ويليس، كلارك، سافج، لانج      | 5:17  |
| 7.  | "فولين"                   | إليوت، كلارك، لانج                       | 5:06  |
| 8.  | "ناين لايفز"              | كولين، إليوت، سافج، تيم مكغراو           | 3:35  |
| 9.  | "لاف بايتس"               | إليوت، كولين، كلارك، سافج، لانج          | 7:28  |
| 10. | "روك أون"                 | ديفيد إيسكس                              | 5:10  |

### القرص الثاني
| #   | عنوان                                        | تأليف                                          | المدة |
| --- | -------------------------------------------- | ---------------------------------------------- | ----- |
| 1.  | "تو ستيبس بيهايند"                           | إليوت                                          | 4:29  |
| 2.  | "برينغين أون ذا هارتبريك"                    | إليوت، ويليس، كلارك                            | 5:08  |
| 3.  | "سويتش 625"                                  | كلارك                                          | 4:14  |
| 4.  | "هستيريا"                                    | إليوت، كولين، كلارك، سافج، لانج                | 6:20  |
| 5.  | "أرماغيدون إت"                               | إليوت، كولين، كلارك، سافج، لانج                | 5:19  |
| 6.  | "فوتوغراف"                                   | إليوت، كولين، كلارك، سافج، لانج                | 5:17  |
| 7.  | "بور سام شغر أون مي"                         | إليوت، كولين، كلارك، سافج، لانج                | 5:05  |
| 8.  | "روك أوف إيجز"                               | إليوت، كلارك، كولين، لانج                      | 6:11  |
| 9.  | "ليتس غيت روكد"                              | إليوت، كولين، سافج، لانج                       | 6:11  |
| 10. | "أكشن"                                       | أندي سكوت، برايان كونولي، ستيف بريست، ميك تاكر | 4:01  |
| 11. | "باد أكتريس"                                 | إليوت                                          | 3:31  |
| 12. | "أنديفيتد" (أغنية استوديو جديدة)             | إليوت                                          | 4:40  |
| 13. | "كينغز أوف ذا وورلد" (أغنية استوديو جديدة)   | سافج                                           | 6:12  |
| 14. | "إتس أول أباوت بيليفن" (أغنية استوديو جديدة) | كولين، جيفري لين فانستون                       | 4:22  |

| 15. | "كينغز أوف ذا وورلد" (النسخة الصوتية) | سافج | 4:22 |

### دي في دي
ماوراء الكواليس في جولة سباركل لاونج 2008 - 2009، بالإضافة للأداءات المباشرة للأغاني:
- روك! روك! (تيل يو دروب)
- أرماغيدون إت
- بور سام شغر أون مي
- هستيريا

والأغان المصورة
- ناين لايفز
- ك'مون ك'مون

## روابط خارجية
- ميرور بول — لايف آند مور على موقع أول موفي (الإنجليزية)